# Hermann von Weinsberg

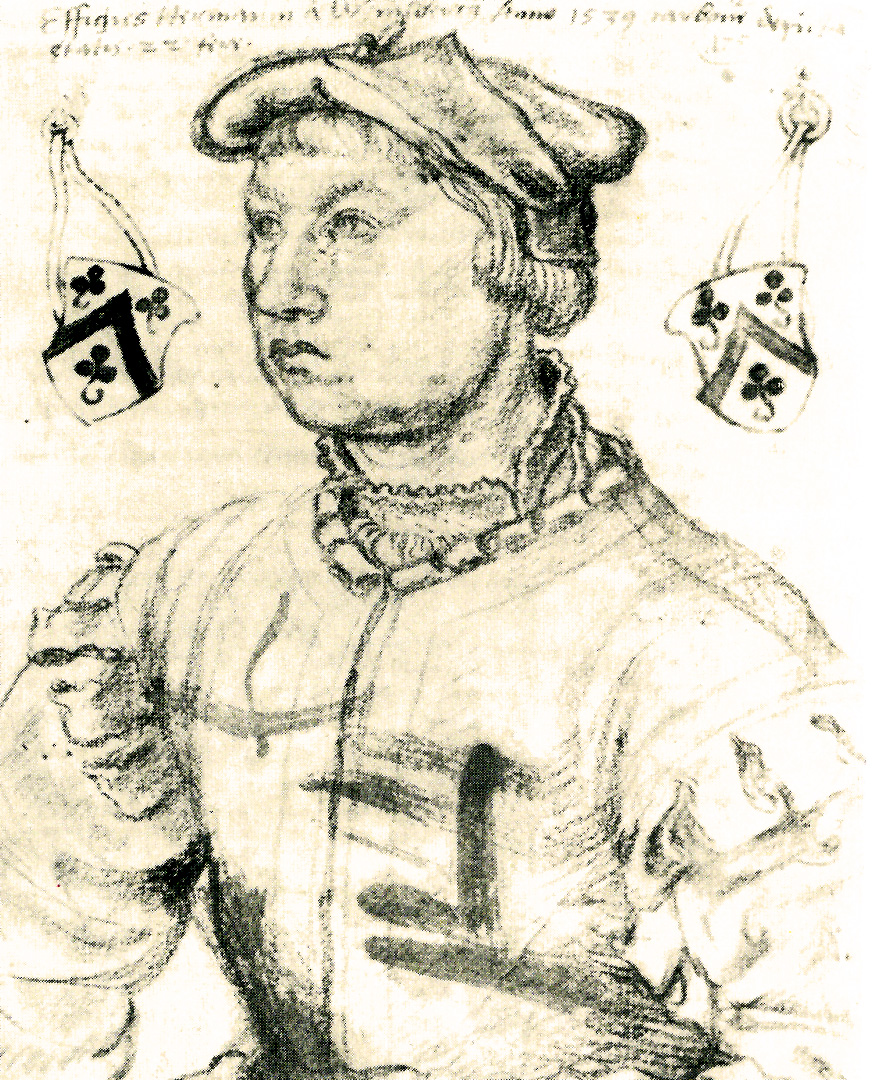
Hermann von Weinsberg (Zeichnung von 1539).

Hermann von Weinsberg (* 3. Januar 1518 in Köln; † 23. März 1597 ebenda) lebte als Advokat, Ratsherr, Bierherr und Rentier in Köln. Bekannt geworden ist er durch das von ihm verfasste mehrbändige Haus- und Gedenkbuch (zusammenfassend „Buch Weinsberg“ genannt), eine frühe deutschsprachige Autobiografie. Dieses Dokument besitzt großen kulturhistorischen Wert und gehört zu den wichtigsten Quellen für die Geschichte der Stadt Köln im 16. Jahrhundert.

## Leben
Hermann von Weinsberg, ältestes von 11 Kindern des Kölner Ratsherrn Christian von Schwelm-Weinsberg, führte seinen Stammbaum zurück auf die Grafen von Weinsberg in Schwaben. Er ging in Köln und im Haus der Fraterherren in Emmerich zur Schule, bevor er ein Studium an der Universität zu Köln begann. 1537 machte er dort seinen ersten Abschluss als Magister Artium. 1543 verließ er die Universität als Lizentiat der Jurisprudenz, arbeitete dann jedoch zeitlebens nur in bescheidenem Maße, zumeist im Familien- und Verwandtenkreis, als Advokat. Seine Lebensgrundlage bildeten ererbter Rentenbesitz und die von ihm verwalteten Vermögen seiner beiden als Kauffrauen zu Wohlstand gelangten Ehefrauen Weisgin Ripgin (Eheschließung 1548; † 1557) und Drutgin Bars (Eheschließung 1558; † 1573); beide Ehen blieben kinderlos. Den ganzen Winter bis in den Mai des Jahres 1556 wurden Weinsberg und seine Gattin Weisgin von einer Krankheit geplagt. Zur Behandlung zogen sie den Medicus Doktor Cronenberg hinzu, dessen Befund auf Blutverunreinigung lautete.
Seinen Lebensmittelpunkt bildete die Gegend um den Waidmarkt/Hohe Pforte. „In Kronenberg auf der Hochpforte hab ich jetzt meine Wohnung.“ Die Hintertür öffnete den Zugang zum „Haus Weinsberg“, in dem seine verwitwete Mutter lebte. Daneben besaß er in Köln eine Herberge und einen Weinhandel. Noch als Student wurde Weinsberg 1543 in Köln zum Ratsherrn der Färbergaffel Schwarzhaus gewählt und in der Folgezeit dreimal wiedergewählt. 1549 schied er aus dem Rat aus, wurde jedoch 1565 erneut gewählt und blieb dann, zehnmal wiedergewählt, bis zu seinem Tod 1597 Ratsherr.
In seinem Leben hat Weinsberg seine Heimatstadt Köln nur selten verlassen; nach dem Aufenthalt in Emmerich in seiner Jugend war er später noch viermal kurzzeitig in den Niederlanden. Der Reformation stand er eher indifferent gegenüber (er blieb aus Familientradition katholisch, betrachtete die Jesuiten aber mit Skepsis) und wandte sich gegen die Hexenverfolgungen. Gegen Ende seines Lebens bekleidete er auch das Amt eines Rathsrichters.
Zeit seines Lebens versuchte er sein Talent als Geschichtsschreiber in gesellschaftliche Anerkennung auszumünzen. Wie vielleicht kein zweiter durchschaute er, wie die Geschichtswahrnehmung seiner Zeitgenossen funktionierte. Hermann hatte mit seinem Status und seinen Bemühungen zur Fortsetzung des familiären Aufstiegs, seine Familie ins Unglück gestürzt. Der von ihm fingierten, historischen Tradition des „Herkommens“ entbehrte die Grundlage, da sie nicht der gesellschaftlichen Position des Sprechers und dem damaligen Wahrnehmungshorizont seiner Umgebung entsprach. Sein Versuch, die Familiengeschichtsschreibung direkt als Medium des sozialen Aufstiegs einzusetzen musste scheitern, weil er trotz aller Verschleierungen seiner Manipulationen die Wechselwirkung von gesellschaftlicher Position und Glaubwürdigkeit durchbrach. Vor allem musste seine prätentiöse erbrechtliche Konstruktion, am Widerstand der eigenen Familie in den Zusammenbruch führen. Für die Instrumentalisierung der Vergangenheit als Mittel zu Statusbildung und Statuslegitimation markiert Hermann so einen exemplarischen Fall des Scheiterns.
Der Kölner Zweig der Familie wurde im Kölner Rat immer als Ratsherren von Swelhem geführt. In den Ratsprotokollen findet sich meistens die alte Schreibweise; „von Swelm“ daneben tritt aber auch schon der neue Familienname „Weinsberch van Swelhem“ auf. Erst Hermann ließ seine Verwandtschaft im westfälischen Heimatsorte ganz fallen und nannte sich nur Weinsberg. Die Schreibung Hermann von Weinsberg findet sich nur in seinen eigenen Schriften.

## Werke

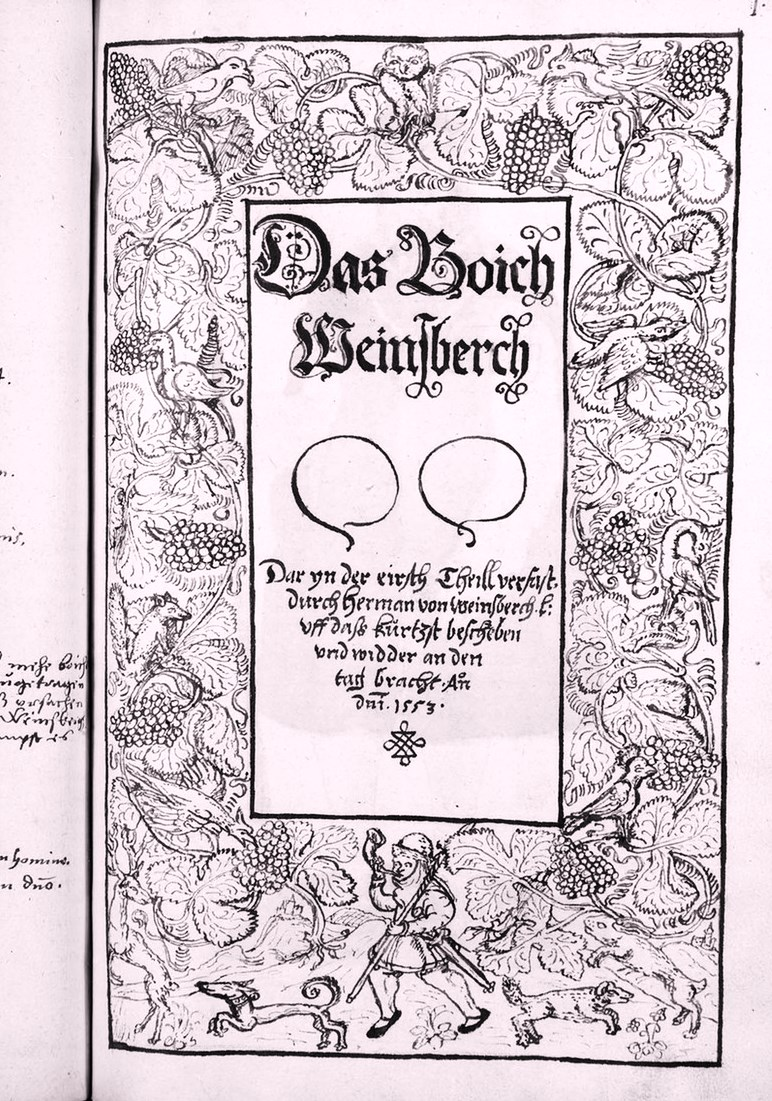
Das Buch Weinsberg – „Das Boich Weinsberch“, Deckel (1553)

Weinsbergs umfangreiches autobiografisches Werk wird in der Literatur oft zusammenfassend als „Buch Weinsberg“ bezeichnet. Tatsächlich besteht es aus mehreren Teilen, die über viele Jahrzehnte hinweg entstanden sind. Man nennt sie heute das eigentliche Buch Weinsberg sowie die drei Gedenkbücher, hinzu kommen weitere Schriften.
Zunächst verfasste Weinsberg bis 1559 das eigentliche, von ihm selbst so genannte boich Weinsberch. Es handelt sich um eine Familiengeschichte, die allerdings über weite Strecken frei erfunden ist. Das entsprach dem damaligen Zeitgeist, der sich damit an origines (Ursprungsgeschichten) aus dem Mittelalter anlehnte. Weinsberg führte die Genealogie seiner Familie bis ins 8. Jahrhundert zurück.
1560 begann Weinsberg dann mit der Abfassung von ihm so genannter „Gedenkbücher“ (boich der jare). Darin schilderte er in chronologischer Reihenfolge und in Ich-Form Begebenheiten aus seinem Leben. Außerdem erwähnte und kommentierte er Ereignisse der Zeitgeschichte seit seiner Geburt 1517. Auf diese Weise entstanden drei weitere handschriftliche Bücher, nämlich der liber iuventutis („Buch der Jugendzeit“, umfassend die Jahre 1518 bis 1577), der liber senectutis („Buch des Erwachsenseins“, umfassend die Jahre 1578 bis 1587) und der liber decrepitudinis („Buch der Altersschwäche“, umfassend die Jahre 1588 bis 1597). Daneben war Weinsberg ab 1562 auch Verfasser des Amtsbuchs der Kirchmeister von St. Jakob, das er bis zu seinem Tode weiterführte.
Das gesamte autobiografische Werk Weinsbergs (also das eigentliche „Buch Weinsberg“ und die drei „Gedenkbücher“) besteht aus insgesamt knapp 2.600 doppelseitig beschriebenen Blättern. Nach Weinsbergs eigener Aussage hatte er es als Familienoberhaupt für seine Nachfahren geschrieben, als „Leitfaden“. Die Nachfahren sollten die Chronik fortschreiben. Weil er selbst keine Kinder hatte, vermachte er es seinem jüngeren Bruder Gottschalk d. J. (1532–1597) und seinem Neffen Hermann d. J. (1560–1604) – dem Sohn seines Bruders Christian (1529–1564), der auch die übrigen Besitztümer erhielt. Doch stritt die Verwandtschaft sich vor Gericht über das Erbe. Im Gefolge dieser Streitigkeiten töteten Gottschalk, durch einen Stich in den Hals, und seine Schwester Sibylle (1538–1598), durch einen Sturz in den Hofbrunnen, sich selbst. Auch der Neffe Hermann schrieb nicht an der Chronik weiter. Nachdem Hermann, seiner Frau und seiner Stieftochter trotz Anwendung der Folter ein Mord an Sibylle nicht bewiesen werden konnte, wurden alle drei 1599 entlassen. Das Weinsbergische Vermögen zog die Stadt Köln ein. Hermann verstarb 1604 im Kölner Kerker, nachdem er nach Köln zurückgekehrt erneut in Sachen Sibylle verhaftet wurde und sich vergeblich auf seinen beim kaiserlichen Gericht noch anhängigen Prozess gegen die Stadt Köln berufen hatte.
Die Schriften Weinsbergs gelangten im Zuge der Erbstreitigkeiten zu den Gerichtsakten und schließlich ins Historische Archiv der Stadt Köln. Dort werden sie unter den Signaturen Chroniken und Darstellungen 49–52 aufbewahrt. Nach dem Einsturz des Archivgebäudes 2009 konnten alle vier Bände Weinsbergs aus den Trümmern gerettet werden.

## Stellenwert in der historischen Forschung

### Editionsgeschichte
Im Archiv fanden Weinsbergs Aufzeichnungen über mehrere Jahrhunderte hinweg keine Beachtung und wurden dort erst um 1858 von Archivleiter Leonard Ennen wiederentdeckt. Er erkannte die Bedeutung der Familienchronik, veröffentlichte aber nur kurze Auszüge. Begonnen von Konstantin Höhlbaum, fortgesetzt von Friedrich Lau erschien dann 1886 bis 1898 bei der Gesellschaft für Rheinische Geschichtskunde eine vierbändige Edition ausgewählter Teile der Aufzeichnungen Weinsbergs. Das Interesse der Herausgeber lag dabei aber vor allem im Bereich des Politischen, so dass vor allem alltags- und kulturhistorisch wichtige Passagen unediert blieben. 1926 versuchte Josef Stein diese Lücke mit einem fünften, ergänzenden Editionsband zu schließen, der aber ebenso nur Teile der Weinsbergschen Bücher umfasst.
Im Jahre 1961 erschien eine populäre Ausgabe von Johann Jakob Hässlin, die mehrere Neuauflagen erlebte. Hässlin hat dazu einige Stellen aus dem Gesamtwerk ausgewählt und sie sprachlich modernisiert.
Der Landeshistoriker Wolfgang Herborn charakterisierte 1988 Weinsberg als „unbedeutende(n) Ratsherr(n) (...), dessen Name längst in Vergessenheit geraten wäre“, gäbe es nicht seine autobiografischen Aufzeichnungen, „in ihrer Art das bedeutendste Beispiel bürgerlicher Chronistik des 16. Jahrhunderts im deutschsprachigen Raum.“ Eine vollständige kommentierte Edition der vier Bücher Weinsbergs, zusammengefasst unter dem Titel „Buch Weinsberg“, wird seit März 2002 an der Universität Bonn bearbeitet und schrittweise in digitalisierter Form veröffentlicht. Eine Edition des Amtsbuchs von St. Jakob gibt es bislang  nicht.

### Forschungsansätze
Den historischen Quellenwert der Weinsbergschen Aufzeichnungen für die Alltags- und Kulturgeschichte im Allgemeinen, und die Geschichte der Stadt Köln im 16. Jahrhundert im Besonderen, erkannte schon Leopold Ennen mit seinen ersten Publikationen.
Seither sind die Aufzeichnungen Weinsbergs vielfacher Gegenstand wissenschaftlicher Forschungsdiskussionen und werden bis heute für vielerlei Forschungsansätze ausgewertet. Dazu gehören etwa die politische Geschichte des Reichs in der Frühen Neuzeit, die Stadtgeschichte, die Literaturwissenschaft, die Germanistik, die Heraldik, die Memorialforschung, die Historische Psychologie, die Geschichte der Kindheit und die Volkskunde.

## Editionen seiner Schriften

### Gesamteditionsprojekt
- Digitales Editionsprojekt mit historischer und sprachgeschichtlicher Auswertung der Aufzeichnungen des Kölner Bürgers Hermann Weinsberg (1518–1597) an der Universität Bonn (abgerufen am 19. Juli 2012)

### Teiledition
- Das Buch Weinsberg: Kölner Denkwürdigkeiten aus dem 16. Jahrhundert.
  - Band 1, bearb. von Konstantin Höhlbaum, Leipzig 1886 (Publikationen der Gesellschaft für Rheinische Geschichtskunde, Band 3) (Digitalisat), (Google-Books).
  - Band 2, bearb. von Konstantin Höhlbaum, Leipzig 1887 (Publikationen der Gesellschaft für Rheinische Geschichtskunde, Band 4) (Digitalisat), (Google-Books).
  - Band 3, bearb. von Friedrich Lau, Bonn 1897 (Publikationen der Gesellschaft für Rheinische Geschichtskunde, Band 16.1). (Digitalisat).
  - Band 4, bearb. von Friedrich Lau, Bonn 1898 (Publikationen der Gesellschaft für Rheinische Geschichtskunde, Band 16.2) (Digitalisat).
  - Band 5: Kulturhistorische Ergänzungen, bearb. von Josef Stein, Bonn 1926 (Publikationen der Gesellschaft für Rheinische Geschichtskunde, Band 16.3) (Digitalisat).

(diese Edition ist textkritisch nicht mehr zeitgemäß.)

### Übersetzungen
- Johann Jakob Hässlin: Das Buch Weinsberg. Aus dem Leben eines Kölner Ratsherrn. [erstmals 1961.] 5. Auflage, Köln 1997, ISBN 3-7616-1313-X. (populärwissenschaftliche, auf wenige Abschnitte beschränkte Auswahl in modernhochdeutscher Übersetzung)